# Mathias Dyngeland
Mathias Lønne Dyngeland (Bergen, 7 ottobre 1995) è un calciatore norvegese, portiere del Brann.

## Carriera

### Club
Dyngeland è cresciuto nelle giovanili del Fana. Ha debuttato in prima squadra in data 1º maggio 2012, in occasione del primo turno del Norgesmesterskapet: è stato schierato titolare nella vittoria per 0-7 maturata in casa del Voss.
Nella stagione seguente, è passato al Sogndal. Ha esordito in Eliteserien il successivo 30 marzo 2014, schierato titolare nella sconfitta per 3-0 subita in casa dello Stabæk. Al termine di quella stessa annata, il Sogndal è retrocesso in 1. divisjon. Nella stagione 2015, Dyngeland ha contribuito all'immediata promozione della squadra, disputando 12 partite di campionato e subendo 16 reti.
Nelle due stagioni seguenti, il Sogndal ha giocato in Eliteserien e Dyngeland è stato il titolare della squadra. Al termine del campionato 2017, la squadra è retrocessa nuovamente in 1. divisjon. Dyngeland è rimasto in forza al Sogndal fino al termine del campionato 2019.
Il 10 dicembre 2019, gli svedesi dell'Elfsborg hanno reso noto l'ingaggio di Dyngeland: il trasferimento sarebbe stato ratificato alla riapertura del calciomercato locale, a gennaio 2020. Il giocatore ha firmato un contratto quadriennale con il nuovo club. Ha debuttato in Allsvenskan in data 16 luglio 2020, sostituendo il portiere titolare Tim Rönning nella sconfitta per 6-0 subita in casa dell'Häcken.
Il 27 agosto 2021, Dyngeland ha fatto ritorno in Norvegia, al Vålerenga, con la formula del prestito. È tornato a calcare i campi da calcio norvegesi il 27 novembre successivo, subentrando a Kjetil Haug nella vittoria per 1-2 in casa dell'Odd. Al termine del prestito, ha fatto ritorno all'Elfsborg.
Il 12 gennaio 2022, Dyngeland ha firmato un contratto biennale con il Brann, club appena retrocesso in 1. divisjon. Ha scelto di vestire la maglia numero 1. Ha esordito in squadra il 12 marzo seguente, nel quarto turno del Norgesmesterskapet: la partita è terminata con una sconfitta per 1-0 in casa del KFUM Oslo. In campionato, il Brann ha riguadagnato la promozione in Eliteserien al termine della stagione 2022.
Il 20 maggio 2023, Dyngeland è stato titolare nella finale del Norgesmesterskapet, vinta dal Brann sul Lillestrøm col punteggio di 2-0.

### Nazionale
Dyngeland ha rappresentato la Norvegia a livello Under-17, Under-18, Under-19 e Under-21. Per quanto concerne la selezione Under-21, ha effettuato il proprio esordio il 9 ottobre 2014, schierato titolare nella sfida amichevole contro l'Irlanda.
Il 30 maggio 2017 ha ricevuto la prima convocazione in Nazionale maggiore, selezionato dal commissario tecnico Lars Lagerbäck, in vista delle sfide contro Repubblica Ceca e Svezia, da disputarsi rispettivamente il 10 e il 13 giugno seguenti. In entrambe le sfide, Dyngeland è rimasto in panchina.
Il 16 novembre 2023, dopo anni di convocazioni senza esordire, debutta con la massima selezione norvegese nell'amichevole vinta 2-0 contro le Fær Øer.

## Statistiche

### Presenze e reti nei club
Statistiche aggiornate al 29 maggio 2023.
| Stagione        | Club            | Campionato      | Campionato | Campionato | Coppe nazionali | Coppe nazionali | Coppe nazionali | Coppe continentali | Coppe continentali | Coppe continentali | Supercoppe | Supercoppe | Supercoppe | Totale | Totale |
| Stagione        | Club            | Comp            | Pres       | Reti       | Comp            | Pres            | Reti            | Comp               | Pres               | Reti               | Comp       | Pres       | Reti       | Pres   | Reti   |
| --------------- | --------------- | --------------- | ---------- | ---------- | --------------- | --------------- | --------------- | ------------------ | ------------------ | ------------------ | ---------- | ---------- | ---------- | ------ | ------ |
| 2012            | Fana            | 2D              | 2          | -4         | CN              | 2               | -1              | -                  | -                  | -                  | -          | -          | -          | 4      | -5     |
| 2013            | Sogndal         | ES              | 0          | 0          | CN              | 0               | 0               | -                  | -                  | -                  | -          | -          | -          | 0      | 0      |
| 2014            | Sogndal         | ES              | 19         | -33        | CN              | 3               | -4              | -                  | -                  | -                  | -          | -          | -          | 22     | -37    |
| 2015            | Sogndal         | 1D              | 12         | -16        | CN              | 0               | 0               | -                  | -                  | -                  | -          | -          | -          | 12     | -16    |
| 2016            | Sogndal         | ES              | 30         | -37        | CN              | 3               | -2              | -                  | -                  | -                  | -          | -          | -          | 33     | -39    |
| 2017            | Sogndal         | ES              | 30+2       | -48+-1     | CN              | 1               | -2              | -                  | -                  | -                  | -          | -          | -          | 33     | -51    |
| 2018            | Sogndal         | 1D              | 30         | -31        | CN              | 2               | -3              | -                  | -                  | -                  | -          | -          | -          | 32     | -34    |
| 2019            | Sogndal         | 1D              | 30+1       | -39+-1     | CN              | 2               | -2              | -                  | -                  | -                  | -          | -          | -          | 33     | -42    |
| Totale Sogndal  | Totale Sogndal  | Totale Sogndal  | 151+3      | -204+-2    |                 | 11              | -13             |                    | -                  | -                  |            | -          | -          | 165    | -219   |
| 2020            | Elfsborg        | A               | 1          | -6         | CS              | 1               | -2              | -                  | -                  | -                  | -          | -          | -          | 2      | -8     |
| gen.-ago. 2021  | Elfsborg        | A               | 0          | 0          | CS              | 0               | 0               | UECL               | 0                  | 0                  | -          | -          | -          | 0      | 0      |
| Totale Elfsborg | Totale Elfsborg | Totale Elfsborg | 1          | -6         |                 | 1               | -2              |                    | 0                  | 0                  |            | -          | -          | 2      | -8     |
| ago.-dic. 2021  | Vålerenga       | ES              | 3          | -2         | CN              | 0               | 0               | UECL               | -                  | -                  | -          | -          | -          | 3      | -2     |
| 2022            | Brann           | 1D              | 30         | -16        | CN+CN           | 1+4             | -1+-1           | -                  | -                  | -                  | -          | -          | -          | 35     | -18    |
| 2023            | Brann           | ES              | 8          | -7         | CN              | 0               | 0               | -                  | -                  | -                  | -          | -          | -          | 8      | -7     |
| Totale Brann    | Totale Brann    | Totale Brann    | 38         | -23        |                 | 5               | -2              |                    | -                  | -                  |            | -          | -          | 43     | -25    |
| Totale          | Totale          | Totale          | 195+3      | -239+-2    |                 | 19              | -18             |                    | 0                  | 0                  |            | -          | -          | 217    | -259   |

### Cronologia presenze e reti in nazionale
| Cronologia completa delle presenze e delle reti in nazionale ― Norvegia | Cronologia completa delle presenze e delle reti in nazionale ― Norvegia | Cronologia completa delle presenze e delle reti in nazionale ― Norvegia | Cronologia completa delle presenze e delle reti in nazionale ― Norvegia | Cronologia completa delle presenze e delle reti in nazionale ― Norvegia | Cronologia completa delle presenze e delle reti in nazionale ― Norvegia | Cronologia completa delle presenze e delle reti in nazionale ― Norvegia | Cronologia completa delle presenze e delle reti in nazionale ― Norvegia |
| Data                                                                    | Città                                                                   | In casa                                                                 | Risultato                                                               | Ospiti                                                                  | Competizione                                                            | Reti                                                                    | Note                                                                    |
| ----------------------------------------------------------------------- | ----------------------------------------------------------------------- | ----------------------------------------------------------------------- | ----------------------------------------------------------------------- | ----------------------------------------------------------------------- | ----------------------------------------------------------------------- | ----------------------------------------------------------------------- | ----------------------------------------------------------------------- |
| 16-11-2023                                                              | Oslo                                                                    | Norvegia                                                                | 2 – 0                                                                   | Fær Øer                                                                 | Amichevole                                                              | -                                                                       |                                                                         |
| Totale                                                                  |                                                                         | Presenze                                                                | 1                                                                       |                                                                         | Reti                                                                    | 0                                                                       |                                                                         |

## Palmarès

### Club

#### Competizioni nazionali
- 1. divisjon: 2

Sogndal: 2015
Brann: 2022
- Coppa di Norvegia: 1

Brann: 2022-2023